# Wladimiro De Liguoro
Wladimiro De Liguoro Presicce (* 11. Oktober 1893 in Neapel; † 31. August 1968 in Rom) war ein italienischer Schauspieler und Filmregisseur.

## Leben
De Liguoro wählte, wie sein Bruder Eugenio, denselben Beruf wie sein Vater Giuseppe und widmete sich der Schauspielerei, nachdem er in „Lettere e Filosofia“ abgeschlossen hatte. Ab 1912 war er in Stummfilmen zu sehen, die sein Vater inszenierte. 1918 heiratete er „Elena Caterina Catardi“, die mit dem Namen Rina De Liguoro zu einer der gefeierten italienischen Stummfilmschauspielerinnen wurde, wobei De Liguoro mehrmals die Regie übernahm. Als Schauspieler wurde seine Leistung in Gaston Ravels Rabagas herausgestellt. Mit dem Anbruch der Tonfilmzeit neigte sich seine Karriere beim Film dem Ende zu; er inszenierte nur noch zweimal, einmal in seinem Heimatland und 1938 in den USA.
Während seiner ganzen Karriere nahm seine Theaterarbeit den größten Raum seines Schaffens ein.

## Filmografie (Auswahl)

### Regie
- 1923: L'ombra, la morte e l'uomo
- 1938: Undercover woman

### Schauspieler
- 1922: Rabagas